# Presin du Hennocq
Presin du Hennocq was een Zuid-Nederlandse adellijke familie uit Doornik.

## Geschiedenis
- In 1754 verleende keizerin Maria Theresia erfelijke adel aan Jacques-Joseph Presin.
- Zijn zoon, Gaspar Presin, heer van Hennocq, trouwde met Pétronille Havet. Ze hadden verschillende kinderen, onder wie Marie-Amélie Presin du Hennocq (1764-1832), die in 1788 trouwde met een telg uit de familie De Liem. Er waren ook twee zoons (zie hierna).

## Denis Presin du Hennocq
- Denis Gaspar Hypolite Constant Presin du Hennocq (Doornik, 14 maart 1766 - 9 november 1831) werd in 1824, onder het Verenigd Koninkrijk der Nederlanden, erkend in de erfelijke adel. Hij trouwde in 1810 met Ernistine de Steenhault (1784-1852).
  - Charles Presin du Hennocq (1811-1861) trouwde met Zéphine Bar (1814-1882).
    - Anatole Presin du Hennocq (1841-1918) trouwde met Ernestine Moreau de Bellaing (1840-1890). Ze gingen wonen in Oloron-Sainte-Marie en vervolgens in Pau. Ze kregen vijf kinderen, die allen ongehuwd bleven. De laatst overgeblevene, Marie-Annette, overleed in Pau in 1959.

## Jean-Baptiste Presin du Hennocq
Jean-Baptiste Charles Joseph Presin du Hennocq (Doornik, 6 augustus 1769 - 23 september 1828) trouwde in 1802 met Marie-Thérèse Le Tellier (1757-1832), dochter van Alexandre Le Tellier, procureur-generaal bij het Doornikse parlement. Na kapitein te zijn geweest in het Duitse keizerlijk leger, werd Jean-Baptiste gemeenteraadslid van Doornik. Het huwelijk bleef kinderloos en de familietak doofde uit.